# Álvaro Recoba
Álvaro Recoba (* 17. března 1976, Montevideo, Uruguay) je bývalý uruguayský fotbalista a reprezentant. Většinou hrál na pozici podhrotového útočníka, občas zaujal pozici útočného záložníka. Největší část kariéry strávil v italské Serii A, kde odehrál více než 200 zápasů, z toho 184 v dresu Interu Milán. Do povědomí široké fotbalové veřejnosti vstoupil jako jeden z nejlépe placených fotbalistů své doby a zároveň jako hráč s nesmírně kolísavou formou.
31. března 2016 oznámil oficiálně ukončení profesionální kariéry.

## Klubová kariéra

### Začátky kariéry
Recoba začal s fotbalem v urugayském Danubiu. Zde strávil několik let v mládežnických týmech a v sezoně 1994/95 začal v seniorském A-týmu. Překvapil svými výkony a vynikal hrou levou nohou. Po první sezoně v dospělém fotbale přestoupil do Nacionalu Montevideo. Po pouhém roce v týmu z hlavního města Uruguaye přestoupil do Interu Milán.

### Inter Milán
Ve stejném přestupním termínu jako Recoba přišel do Interu držitel Zlaté kopačky Ronaldo, takže se Recoba rázem ocitl v Brazilcově stínu. Odbyl si svou premiéru ve stejný den jako Ronaldo proti Brescii, 31. srpna 1997. Jeho první zápas na San Siru byl úspěšný, otočil nepříznivý stav 0-1 dvěma góly v posledních deseti minutách. Nejprve se prosadil střelou z dálky a obrat na 2-1 zahrál přímým kopem.

### Hostování v Benátkách
V ročnících 1997/98 a 1998/99 se mu tolik nedařilo a proto byl poslán na hostování do Benátek, které v té době bojovaly o setrvání v Serii A. Během necelého roku však potvrdil, že je schopen hrát na vysoké úrovni, když v 19 zápasech vstřelil 11 gólů a přidal 9 asistencí. Jeho kvalitní výkony zachránily Benátky před sestupem v sezoně 1998/99.

### Návrat do Interu
Po krátkém hostování v Benátkách ho milánské vedení povolalo zpět. Jeho výkony v dalším působení v Interu byly nevyrovnané, nedokázal si udržet konstantní formu. Proto nikdy neměl důvěru trenérů a ani stálé místo v základní sestavě. I přesto v lednu 2001 prodloužil svůj kontrakt s klubem až do 30. června 2006. Ve stejném měsíci čelil problémům s falešným pasem. Ztratil také italské občanství, které získal v roce 1999. Za to byl potrestán ročním zákazem hraní. Trest byl nakonec snížen na 4 měsíce. Jeho pozice v týmu se ještě zhoršovala s příchodem nových útočných posil. Konkurence se rozrostla o jména Christian Vieri, Obafemi Martins a Adriano.
I přes to všechno odehrál Recoba další zápasy. Dobrý byl jeho výkon, kdy střídal v zápase proti Sampdorii Janov 9. ledna 2005. V 87 minutě zápasu vedla Sampdoria nad Interem již 2-0. Po jeho akci se míč dostal až k Obafemi Martinsovi, který vstřelil gól na 2-1. O tři minuty později přišel vyrovnávací gól Christiana Vieriho. V poslední minutě nastaveného času se mu podařilo vstřelit třetí gól během šesti minut a zajistil tak svému týmu výhru 3-2.
16. března 2007 potvrdil televizi SKY Italia, že chce odejít z klubu. Byl nespokojený zejména s nedostatkem herního času v A-týmu. 31. srpna 2007 byl poslán na hostování do Turína, kde se opět setkal s Walterem Novellinem, svým bývalým trenérem v Benátkách. Álvaro Recoba působil v Interu 10 sezon a vsítil 56 branek.

### Turín FC
Svou první branku za Turín vstřelil v druhém zápase sezony v remízovém zápase s Palermem. 19. prosince 2007 podal fantastický výkon v pohárovém zápase proti AS Řím. Vstřelil dva góly a Turín zvítězil 3-1. I když byl začátek angažmá povedený, zranění a pokles formy mu znemožnil působení v základní sestavě.

### Panionios
5. září 2008 podepsal smlouvu s účastníkem řecké superligy Panionisem, kde se stal jednou z posil v klubu. Setkal se zde s bývalým spoluhráčem z Interu a blízkým přítelem Lamprosem Choutosem a také se spoluhráčem z uruguayské reprezentace Fabiánem Estoyanoffem. Svůj první zápas odehrál 18. října 2008 proti Arisu, kde dvakrát asistoval a měl podíl na vítězství 2-1. V dalším zápase hrál na pozici útočného záložníka proti Ergotelisu, které vyhráli. Na výhře 5-2 se podílel dvěma brankami a několika přihrávkami. Sezonu zakončil s pěti góly a sedmi asistencemi, přestože měl různé zdravotní problémy.
Po neustálých zdravotních komplikacích se s klubem dohodl na ukončení smlouvy. K rozhodnutí klubu propustit uruguayského útočníka přispěl i jeho velmi vysoký plat. Jeho naopak k ukončení smlouvy přiměl dřívější odchod kamaráda Lamprose Choutose. Panionios naznačil, že rozchod proběhl v dobrém. 16. prosince 2009 byl oficiálně propuštěn.

### Návrat do Uruguaye

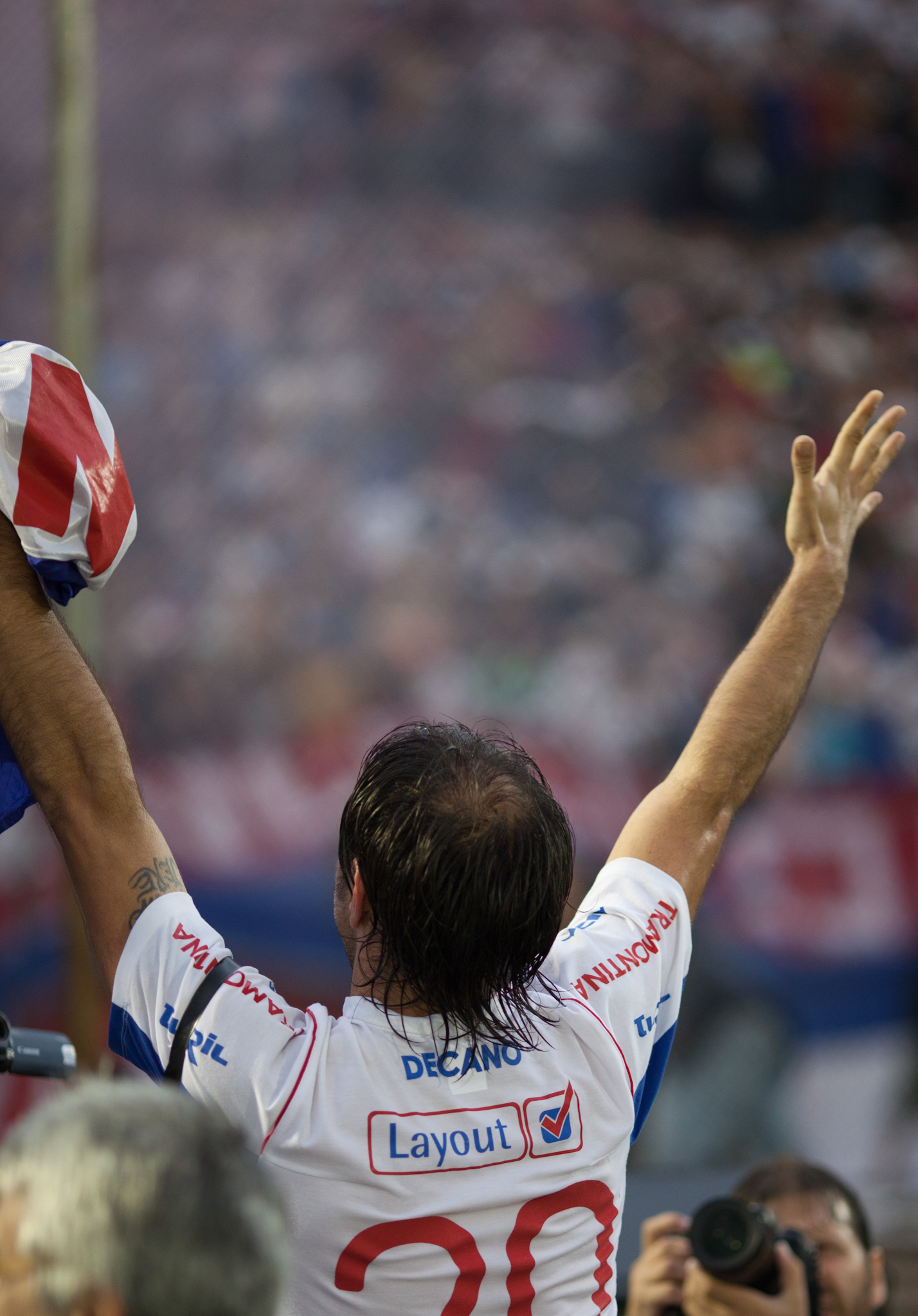
Álvaro Recoba v dresu Nacionalu Montevideo.

24. prosince 2009, podepsal smlouvu se svým bývalým klubem Danubiem Montevideo v Uruguay.
Celé tři roky byl úspěšným kapitánem Danubia FC. V červenci 2011 se však uskutečnil jeho přestup do týmu Nacional Montevideo, kde byl opět úspěšným střelcem a s nímž získal uruguayský mistrovský ligový titul (v sezóně 2011/12).

## Reprezentační kariéra
V reprezentaci začínal 18. ledna 1995 v přátelském zápase proti Španělsku. V 65. minutě vystřídal Enza Francescoliho. Reprezentoval Uruguay na mistrovství světa 2002 v Jižní Koreji a Japonsku, když předtím dvěma přihrávkami na góly Moralesovi v kvalifikaci pomohl vyřadit reprezentační tým Austrálie (0-1 a 3-0). Jediný gól na turnaji vstřelil v posledním zápase základní skupiny proti Senegalu. Po nerozhodném výsledku s tehdy úřadujícím mistrem světa Francií však remíza 3-3 nestačila na postup do dalšího kola světového šampionátu.
V září roku 2005 vstřelil vítězný gól proti Argentině v kvalifikaci na mistrovství světa. To pomohlo Uruguayi k pátému místu v kvalifikační skupině a museli sehrát mezinárodní baráž s Austrálií. Avšak kvalifikační snažení jihoamerického týmu skončilo neúspěchem. Po remíze v barážovém dvojzápase přišel na řadu penaltový rozstřel na území nejmenšího světadílu, kde Uruguay podlehla Austrálii 4-2. To znamenalo neúčast na MS v Německu. Částečnou útěchou pro něho byla účast na Copa América 2007 (nerozhodný výsledek v semifinále s Brazílií 2:2 i po prodloužení a vyřazení 4:5 až na penalty a konečné 4. místo Uruguaye v turnaji).
Na rozdíl od Interu, kde nedostal tolik příležitostí, měl v reprezentaci velkou důvěru. Prakticky vždy, když byl zdráv, se objevil v sestavě Uruguaye. Naposledy za národní tým skóroval 2. června 2007 při výhře v přátelském zápase proti Austrálii.

## Herní styl
Mezi jeho největší přednosti patří výborný dribling, vysoká technická vyspělost a skvělá kopací technika. Vstřelil řadu gólů z přímých kopů. Patřil k talentům doby. Mnozí předpovídali, že by se mohl stát nejlepším fotbalistou světa. Jeho kariéru negativně ovlivnila mnohá zranění. Pověstné se staly jeho extrémní výkyvy formy. V některých zápasech byl úspěšný, v jiných utkáních se naopak vůbec nezapojil do hry. K nenaplnění jeho potenciálu přispěla také špatná fyzická kondice a velmi křehká psychika. Velmi výstižně vše shrnul redaktor britského Guardianu. Novinář zde porovnává Recobu s Raúlem a Van Nistelrooyem. Tvrdí, že Raúl a Van Nistelrooy nemají ani zdaleka takové technické schopnosti, ale mají osobnost opravdových šampionů, a právě ta z nich dělá ty nejlepší útočníky. Nízká psychická odolnost nedovolila Recobovi projevit naplno svůj talent ve vypjatých okamžicích.
V roce 2000 byl Recoba s příjmem 4 000 000 liber nejlépe placeným fotbalistou na světě.[zdroj?]